# دونكان سكوت (مخرج)
دونكان سكوت (بالإنجليزية: Duncan Scott)‏ هو كاتب سيناريو ومخرج أمريكي، ولد في 28 مايو 1947 في ميدفورد في الولايات المتحدة.

## وصلات خارجية
- دونكان سكوت على موقع IMDb (الإنجليزية)
- دونكان سكوت على موقع قاعدة بيانات الأفلام السويدية (السويدية)
- دونكان سكوت على موقع قاعدة بيانات الفيلم (الإنجليزية)